# Anna Barbara Reinhart

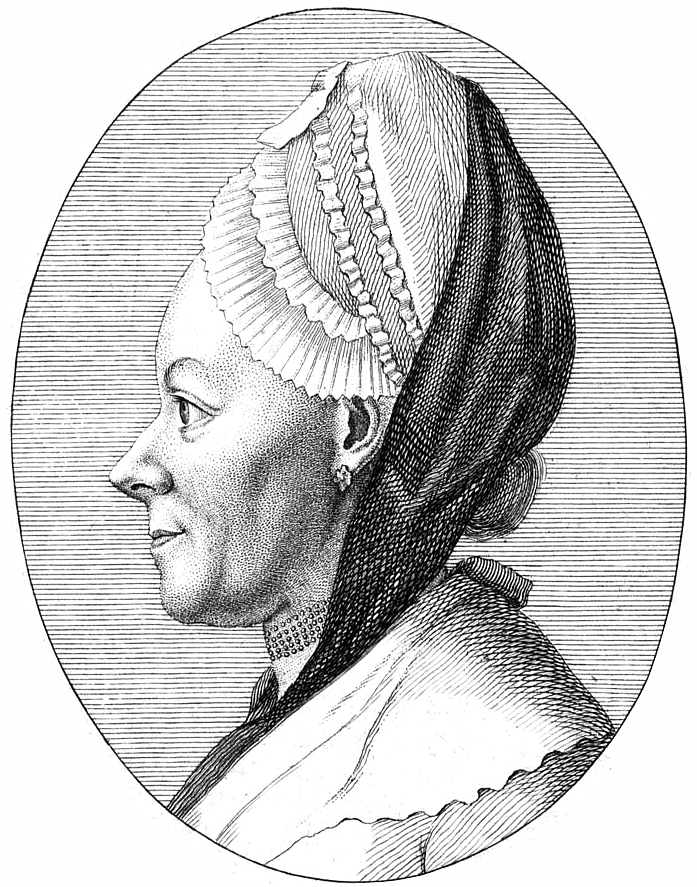
Cobrizo engraving de Anna Reinhart

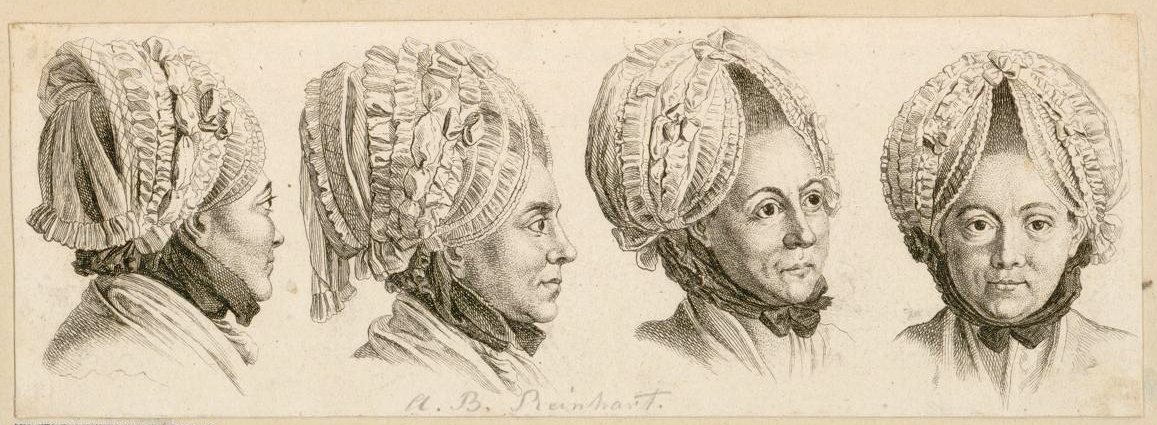
4 imágenes de Anna Reinhart, artista desconocido

Anna Barbara Reinhart (Winterthur, 12 de julio de 1730 - Winterthur, 5 de enero de 1796), fue una matemática suiza. Es considerada una matemática internacionalmente respetada  en su época.

## Biografía
Anna Barbara Reinhart era el tercer hijo, y primera hija, del Concejal Salomon Reinhart (1693 - 1761) y Anna Steiner.
Su infancia estuvo marcada por un accidente cuando  se cayó de su caballo en una fiesta de bodas, lo que la obligó a guardar cama durante largos periodos de tiempo. Durante ese tiempo su médico, el Dr. Johann Heinrich Hegner, notó su aptitud para las matemáticas y comenzó a enseñarle. A partir de ahí estudió matemáticas utilizando los libros de Leonhard Euler, Gabriel Cramer, Pieter van Musschenbroek y Jérôme Lalande.
Reinhart Mantuvo correspondencia con varios matemáticos de su época, como Christoph Jezler, y también les recibió como huéspedes. Ejerció como profesora de matemáticas y fue instructora de Ulrich Hegner y Heinrich Bosshard von Rümikon entre otros. Se cree que editó los trabajos de varios de su contemporáneos y escribió un manuscrito con "Comentarios" al Philosophiae Naturalis Principia Mathematica de Isaac Newton, que se perdió después de su muerte, pero sus cartas a Christoph Jezler lo preservaron.
Varios contemporáneos elogiaron a Reinhart en su trabajo, como  Daniel Bernoulli quien la elogió por expandir y mejorar la curva de búsqueda como lo discutió Pierre Louis Maupertuis.
Reinhart murió en 1796 en la edad de 66 años debido a la gota y a las consecuencias de su accidente infantil, del que nunca se recuperó por completo.

## Legado
En 2003, una calle de su ciudad natal Zúrich, en Suiza, fue nombrada Winterthur en su honor.